# هارون رودريك
هارون رودريك (بالإنجليزية: Aaron Roderick)‏ هو لاعب كرة قدم أمريكية أمريكي، ولد في 20 ديسمبر 1972 في بونتيفول في الولايات المتحدة.